# Djebraïl Bahadourian
Pour les articles homonymes, voir Bahadourian.
Djebraïl Bahadourian ou Gabriel Bahadourian, né le 10 octobre 1907 en Anatolie et mort le 31 janvier 1991 à Bron, est un épicier puis un homme d'affaires lyonnais, par ailleurs bienfaiteur de la communauté arménienne en France. Il est notamment connu pour avoir fondé l'entreprise Bahadourian.

## Biographie
Il est issu d'une famille prospère arménienne d'Anatolie. Celle-ci est contrainte de fuir le génocide arménien en 1915 en direction de la Jordanie où son père Nichan meurt. La famille se retrouve au Liban dans une grande pauvreté. En 1919, elle parvient à revenir en Anatolie pour constater que tous leurs biens ont été spoliés.
Djebraïl Bahadourian se lance ensuite dans les affaires avec une certaine réussite. À la suite d'une visite en France d'un de ses frères, Sahag, il décide de rester : il crée l'épicerie Bahadourian en 1929 à La Guillotière à Lyon. Celle-ci devient par la suite un groupe important.
Il meurt le 31 janvier 1991 à Bron. Il est inhumé au cimetière nouveau de la Guillotière.

## Hommages

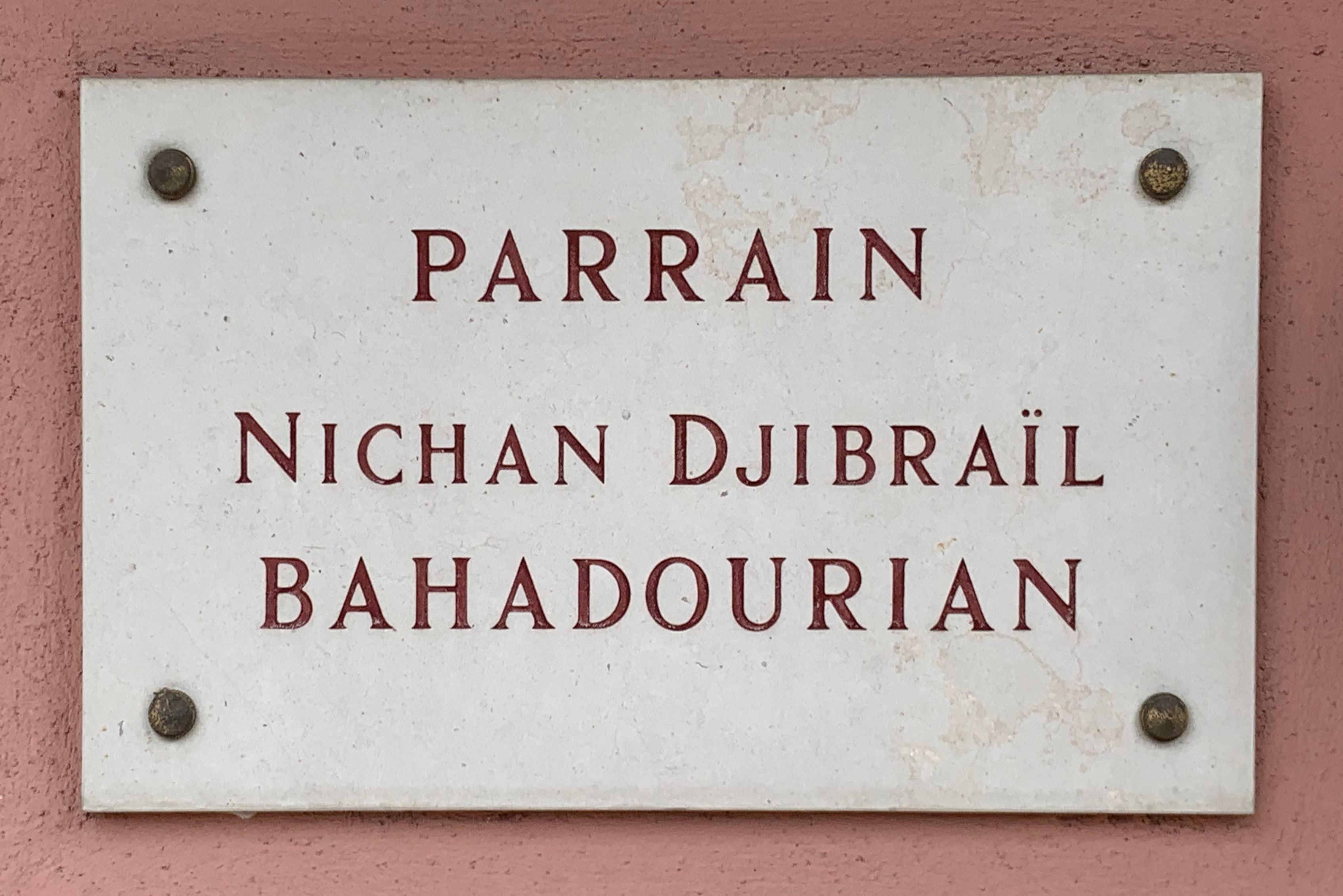
Plaque à l'église de Charvieu-Chavagneux.

Il existe une place Djebraïl-Bahadourian à Lyon.
Plusieurs plaques apposées dans des églises arméniennes de la grande région lyonnaise témoignent de son activité de mécène : à l'église arménienne Saint-Nichan de Charvieu-Chavagneux par exemple, ou encore à l'église Sainte-Marie de Décines.